# Phytoseius rubii
Phytoseius rubii är en spindeldjursart som beskrevs av Xin, Liang och Ke 1982. Phytoseius rubii ingår i släktet Phytoseius och familjen Phytoseiidae. Inga underarter finns listade i Catalogue of Life.